# Leszozavodszki járás
Leszozavodszki járás (Лесозаводский район) járás Oroszország Tengermelléki határterületének északnyugati részén, székhelye Leszozavodszk, amely 1992 óta a járással közös irányítású. Területe 3000 km², lakossága 2001-ben 10,2 ezer fő (a város lakosságának csak ¼-e), népsűrűsége 3,5 fő/km². Délről a Kirovszkiji járás, északról és keletről a Dalnyerecsenszki járás, nyugatról a kínai Heilongjiang tartomány határolja (a határfolyók az Usszuri és a Szungacsa). Összesen 10 községre (szelszovjet) oszlik.

## Természetföldrajz
A járás legnagyobb része az Usszuri-medencéhez tartozik. Területén éri el az Usszuri a kínai határt (itt válik határfolyóvá, miután beleömlik a Szungacsa). Az Usszuri jobb oldali mellékfolyói, a Tabarga és a Tamga keletről érkeznek, a Szinyij-hegységből, amely a járás keleti határát alkotja és 1000 m-ig magasodik. Az Usszuri mentén néhány kis tó is található (Goncsarovo, Labincevo, Maloje), melyek a lótusz termőhelyei.

## Történelem, gazdaság
A járás területén az első településeket kozák betelepülők alapították 1859-ben (Verhnye-Mihajlovka, Verhnye-Nyikolszkaja, Bussze). 1893-ban a mai Orenburgi területről érkezett a telepesek második hulláma, ők alapították a mai Leszozavodszk elődjét, Medvegyickojét, majd 1894-ben ukrán telepesek Donszkojét. A fejlődést a Transzszibériai vasútvonal építése meggyorsította a századfordulón. Településeinek nagy részét 1899-1912 között alapították, ekkoriban Lutkovka volt a környék központja (voloszty-székhely), a terület az Imani, majd később a Skotovói járáshoz tartozott. A legjelentősebb iparággá a fafeldolgozás vált, a modern fafeldolgozó üzem 1925-ben kezdte meg a termelést. 1932-ben hozták létre Leszozavodszkot. A járás elsősorban Leszozavodszk élelmiszer-ellátását biztosítja (tej- és hústermelés, burgonya- és szójatermesztés, méhészkedés). Az itt kitermelt faanyagot szintén a városban dolgozzák fel. Ki kell emelni a Tamga környékén folyó jelentős grafitkitermelést is. A járásban tárták fel a Tengermellék legjelentősebb vasérckészleteit, a Szinyij-hegységben pedig ólom- és cinkércet is találtak. 1992-ben nyílt meg a Markovói határátkelőhely Kína felé.

## Külső hivatkozások
- Információk a járásról és a városról (oroszul)